# Phoenicagrion megalobos
Phoenicagrion megalobos là một loài chuồn chuồn kim trong họ Coenagrionidae.
Phoenicagrion megalobos được miêu tả khoa học năm 2010 bởi Machado.